# Decaisnina brittenii
Decaisnina brittenii är en tvåhjärtbladig växtart. Decaisnina brittenii ingår i släktet Decaisnina och familjen Loranthaceae.

## Underarter
Arten delas in i följande underarter:
- D. b. brittenii
- D. b. speciosa